# Tegernsee (lago)
Il Tegernsee è un lago tedesco situato nella Baviera meridionale, vicino al confine austriaco, sulle Alpi Bavaresi; sulle sue sponde si affacciano Tegernsee, Bad Wiessee, Gmund am Tegernsee e Rottach-Egern.
L'area è una popolare meta turistica per gli abitanti dell'adiacente Monaco e della Germania in generale.